# Selecció de futbol del Regne Unit
La selecció de futbol de Gran Bretanya és l'equip representatiu de l'arxipèlag del mateix nom, que no del país del Regne Unit encara que s'utilitzi la bandera d'aquest (ja que Gran Bretanya no té bandera pròpia). Ha disputat per l'illa en els Jocs Olímpics entre 1908 i 1972 (sota el nom oficial de Gran Bretanya i Irlanda del Nord) i en els de Londres 2012, així com en alguns partits amistosos. Aquesta selecció no ha estat afiliada ni a la FIFA, ni a la UEFA, però sí al Comitè Olímpic Internacional.
A diferència del que passa en els torneigs internacionals regulats per la FIFA (com la Copa Mundial de Futbol i la Copa Confederacions) o en els regulats per la UEFA (l'Eurocopa), en què cada una de les nacions constitutives que componen el Regne Unit estan representats per les seves seleccions, per als Jocs Olímpics competeixen únicament combinats d'estats sobirans.
Els seleccionats del Regne Unit que competeixen tradicionalment són Escòcia, Gal·les, Anglaterra i Irlanda del Nord.
Aquesta selecció va jugar la Copa Pelé 1989.
La possibilitat de reviure aquest equip per als Jocs Olímpics de Londres 2012 va iniciar una forta discussió entre els diversos països constituents que conformen el Regne Unit. La idea d'un equip unificat va comptar amb el suport inicial de la Federació Anglesa de Futbol, la FIFA i l'Associació Olímpica Britànica, però es va oposar un fort rebuig de l'Associació Escocesa de Futbol, l'Associació Irlandesa de Futbol i la Federació de Futbol de Gal·les, per temor a perdre el seu estatus independent en competicions internacionals. Finalment es va conformar una selecció olímpica per a l'ocasió, composta majoritàriament per futbolistes anglesos i alguns gal·lesos, encara que sense escocesos ni nord-irlandesos. El 20 de juliol de 2012 la selecció britànica unificada va jugar el seu primer partit en 40 anys davant el Brasil, perdent per 2 gols a 0.

## Història

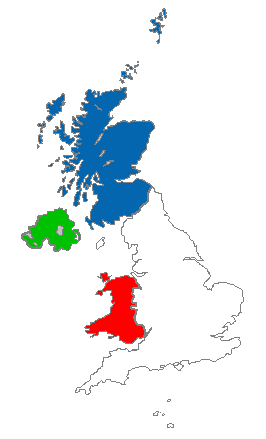
Les quatre federacions de futbol del Regne Unit

El futbol es va començar a jugar a la ciutat de Sheffield, Anglaterra, on es disputaven partits representatius internacionals entre Anglaterra i Escòcia, des 1872, abans que aquest esport es popularitzés en altres parts del món.
Els equips professionals d'Escòcia, Anglaterra i Gal·les van començar a jugar entre ells. Anglaterra no va participar fora de l'Regne Unit fins a 1908 i Escòcia fins a 1929.
Cap d'aquestes nacions va participar en una Copa Mundial de Futbol fins a 1950, perquè s'havien retirat de FIFA a causa de disputes pel que fa al pagament als jugadors aficionats i no es van reunir amb aquesta fins a 1946.